# Snoop Dogg
Cordozar Calvin Broadus (* 20. října 1971 Long Beach, Kalifornie, USA), spíše známý jako Snoop Doggy Dogg nebo Snoop Lion je americký rapper 12× nominovaný na cenu Grammy, producent, podnikatel a herec. Proslul slangovým přidáváním koncovky -izzle. Během své hudební kariéry experimentoval také s žánry reggae (album Reincarnated, 2013) a gospel (album Bible of Love, 2018). V roce 2018 obdržel vlastní hvězdu na Hollywoodském chodníku slávy.

## Biografie

### Dětství
Narodil se na počátku sedmdesátých let na Long Beach, stát Kalifornie. Ponechal si příjmení své matky (Beverly Broadusové), jelikož jeho otec (Vernall Varnado), veterán z Vietnamské války a zpěvák, opustil rodinu, když Calvinovi byly tři měsíce. Jako malý se věnoval sborovému kostelnímu zpěvu a hraní na klavír. V šesté třídě začal rapovat. Přezdívku Snoopy získal od členů své rodiny, kteří mu tak říkali, jelikož jako malý byl této oblíbené dětské postavičce podobný. Po absolvování střední školy byl na půl roku uvězněn kvůli držení kokainu. Jako dospívající byl členem černošského gangu Crips.

### Raná kariéra
Ve dvaceti letech, spolu se svými bratranci Nate Doggem a Lil 1/2 Dead a kamarádem Warrenem G, založili skupinu 213 a začali nahrávat demo album. Tato nahrávka se dostala k již tehdy slavnému producentovi Dr. Dremu, který je poté kontaktoval. Nejvíc ho oslovil právě Snoop Dogg. Bývalý člen skupiny N.W.A – The D.O.C. jej poté naučil, jak má komponovat texty a vytvářet refrény.

### Doggystyle a Tha Doggfather (1992–1997)
V roce 1992 podepsal smlouvu, již pod svým novým jménem Snoop Doggy Dogg, se společností Death Row Records a ihned začal spolupracovat s Dr. Drem. Nejdříve na soundtracku k filmu Deep Cover a poté na prvním sólovém albu Dr. Dre The Chronic. Hned na to spolupracuje s další skupinou pod Death Row – Tha Dogg Pound. Tato propagace vedla v roce 1993 k obrovskému úspěchu jeho vlastního sóla Doggystyle. Kritika opěvovala Snoopův hlas a jedinečnost, a ostatní jeho styl. Zvláště na počátku se věnoval podžánru G-Funk, a poté stylu Gangsta rap, což mu vydrželo víceméně dodnes. V devadesátých letech 20. století stihl spolupracovat se všemi velkými jmény hip-hopu západního pobřeží, např. i s 2Pacem.
Murder Was the Case (1994) je první film, ve kterém hrál. Jedná se o krátký snímek o jeho vlastní fiktivní smrti a následném vzkříšení po podepsání smlouvy s ďáblem. K filmu byl vydán i soundtrack. Druhé album Tha Doggfather (1996) odráželo vyhrocené chvíle devadesátých let 20. století v černošské komunitě. Nicméně Snoop volí jemnou formu sdělení a to se nelíbí jeho fanouškům. Rapper reaguje na smrt 2Paca, vydírání šéfa labelu Suge Knighta a opuštění labelu Dr. Drem kvůli nejasnostem ohledně smlouvy. Album již nemělo takový úspěch jako debutové a Snoop po hádce s vedením opouští Death Row Records. V roce 1997 se oženil se svou školní láskou Shante Taylor, v roce 2004 se s ní rozvedl, k překvapení všech se však v roce 2008 znovu vzali.

### No Limit éra (1998–2001)
Po odchodu z Death Row, podepsal smlouvu u labelu rappera Master P – No Limit Records a u této společnosti vydal tři alba, jichž se prodalo dohromady okolo pěti milionů. Jde o alba: Da Game Is to Be Sold, Not to Be Told (1998), No Limit Top Dogg (1999) a Tha Last Meal (2000). V roce 2001 vydal svou autobiografii Tha Doggfather.

### Priority a Geffen éra (2002–2011)

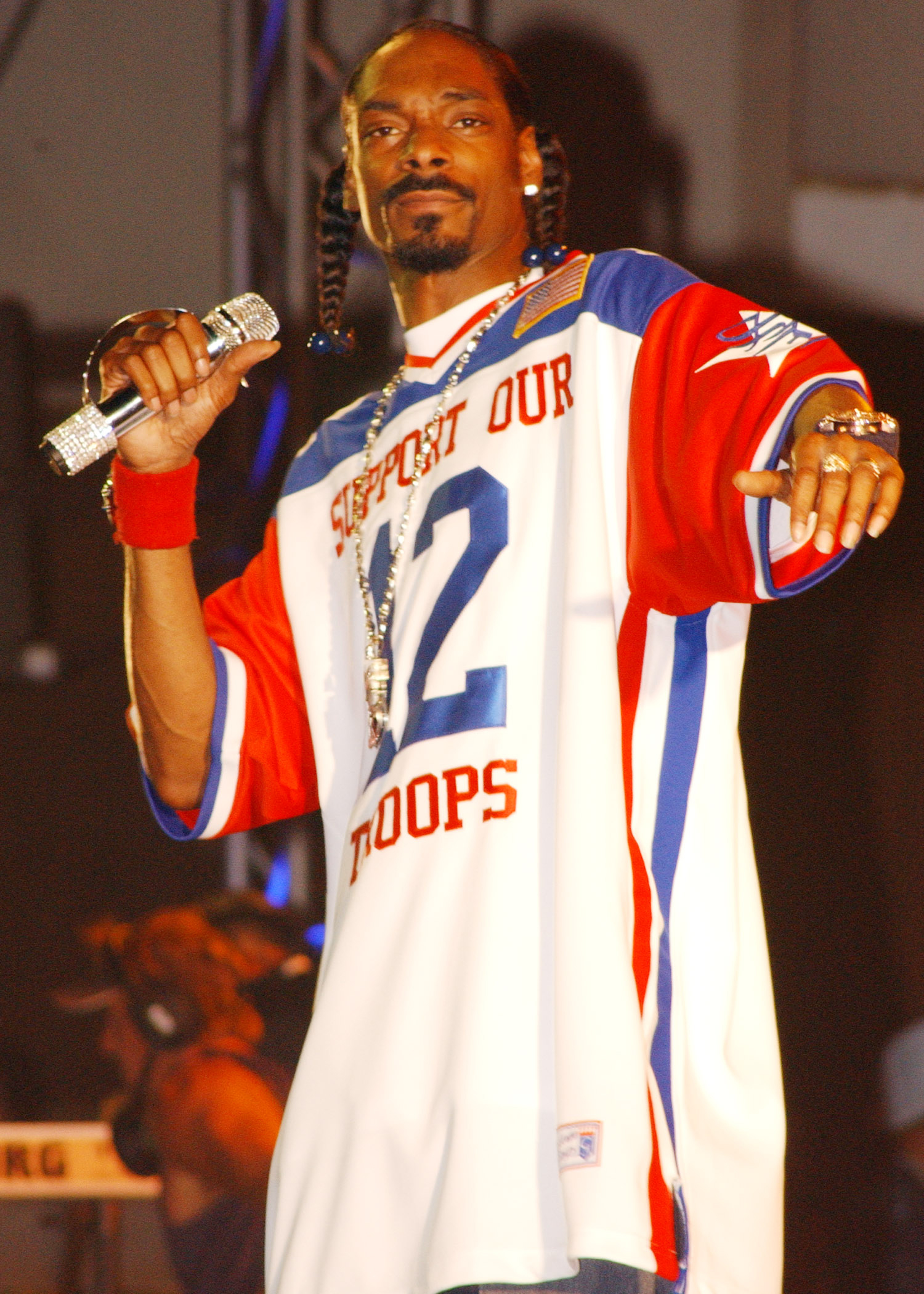
Snoop Dogg na koncertě v roce 2005.

Rok na to nahrál album u společnosti Priority Records nazvané Paid tha Cost to Be da Bo$$, kterého se prodalo přes milion kusů. Právě na tomto albu začíná Snoop se stylem Pimp rap (pasácký rap).
V roce 2004 opět změnil label, tentokrát zakotvil u Geffen Records, kde vydal téměř 2x platinové album R&G (Rhythm & Gangsta): The Masterpiece, na kterém spolupracoval s rappery z celých Spojených států, jako jsou Pharrell, Nelly, Lil Jon a 50 Cent, ale např. i zpěvák Justin Timberlake nebo skupina Bee Gees.
Poté se Snoop spojil s Warrenem G a Nate Doggem, aby znovu oživili skupinu 213, s kterou poté vydal album The Hard Way. V roce 2005 se objevil s dalšími rappery v klipu k písni metalové skupiny Korn.
V roce 2006 vydal disstrack Real Talk, který směřoval na Arnolda Schwarzeneggera, jakožto guvernéra Kalifornie, který zamítl odložení popravy zakládajícího člena gangu Crips – Stanleyho Williamse. Poté spolupracoval s dalšími rappery na jejich albech, mezi ně patří: Ice Cube, Coolio, Too $hort a Tha Dogg Pound. V listopadu 2006 vydal album Tha Blue Carpet Treatment, které ve všeobecném trendu zaznamenalo pokles prodejů a stalo se jen zlatým. Album vyjadřuje Snoopovy pocity ohledně gangu Crips, na albu hostuje Akon, R. Kelly, Damian Marley nebo Game.
V roce 2007, jako první umělec vůbec, vydal píseň jako vyzváněcí melodii dříve, než ji vydal jako singl. Hned na to byl pozván na benefiční koncert Live Earth v Hamburku.
Rok 2008 byl ve znamení očekávaného alba Ego Trippin', kterého se však prodalo jen něco okolo 400 000 kusů v USA. Snoop si na albu vyzkoušel tehdejší novinku autotune, kterou proslavil zpěvák T-Pain. V roce 2009 vydal své desáté studiové album nazvané Malice N Wonderland, kterým zaznamenal tehdy nejmenší prodeje v kariéře, na albu hostovali zpěváci The-Dream, R. Kelly, Jazmine Sullivan a rappeři Pharrell Williams, Lil Jon a Soulja Boy. V roce 2010 vytvořil Snoop spolupráci se skupinou Gorillaz pro jejich nové album. Také vydal re-edici alba Malice N Wonderland nazvanou More Malice, která obsahovala remixy a několik nových písní, ale ani tato re-edice se nesetkala s komerčním úspěchem. V roce 2008 rovněž rozjel svou vlastní módní značku Rich & Infamous.
V březnu 2011 vydal své jedenácté album nazvané Doggumentary. Album uvádí nepříliš úspěšný singl „Boom“ (ft. T-Pain). Na albu hostují R. Kelly, Young Jeezy, Kanye West, Wiz Khalifa, E-40, Gorillaz, John Legend a další. Umístilo se na 8. příčce žebříčku Billboard 200 s 50 000 prodanými kusy v první týden prodeje v USA. Dosud se alba prodalo okolo 90 000 kusů.

### Snoop Lion – reggae experiment (2012–2013)

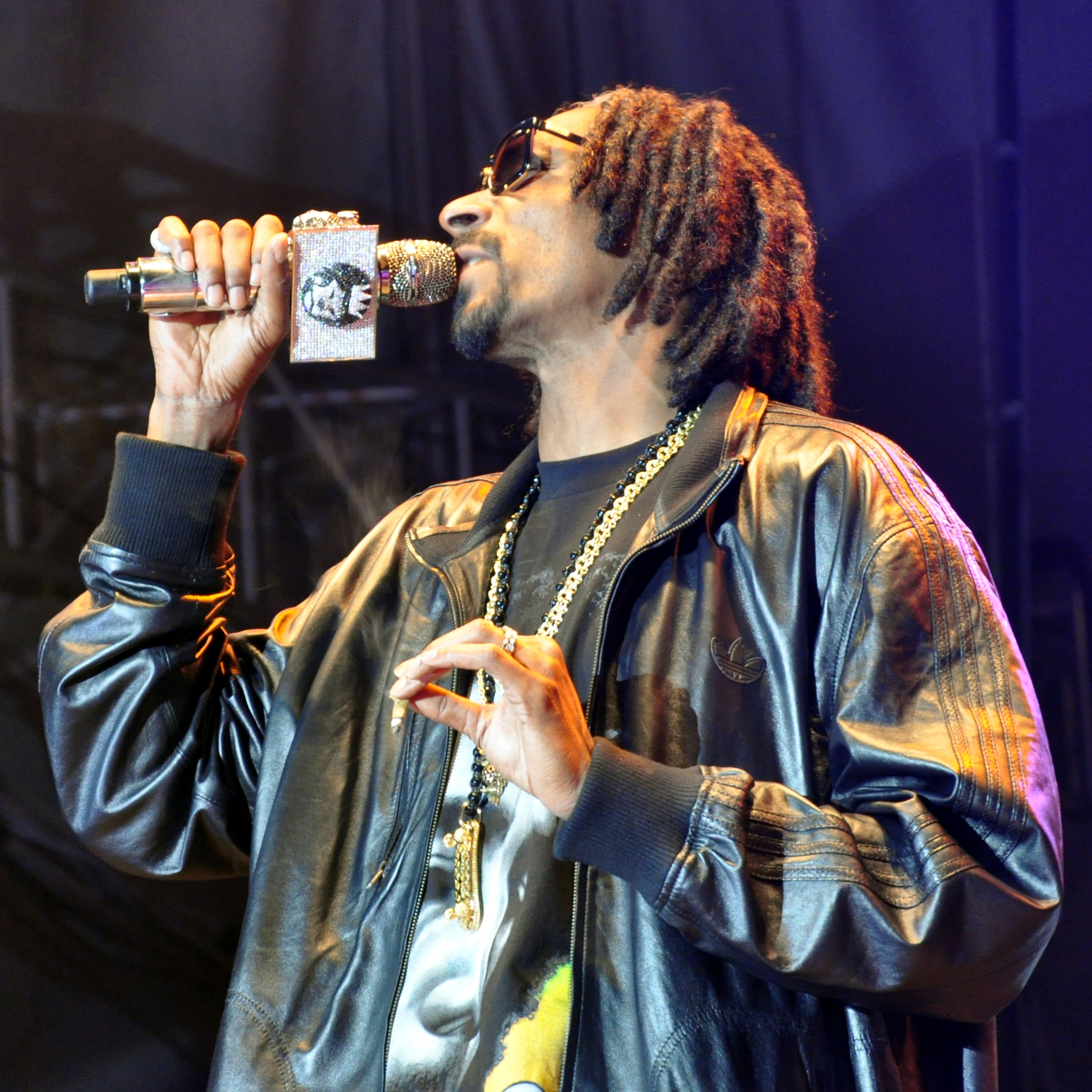
„Snoop Lion“ (Summerjam Festival, 2013)

V roce 2012 oznámil práce na svém reggae albu, kvůli kterému si pozměnil pseudonym na Snoop Lion. Album Reincarnated mělo být vydáno koncem roku 2012, ale nakonec bylo vydáno v dubnu 2013 u RCA Records. Album debutovalo na 16. příčce s 21 000 prodanými kusy o první týden prodeje v USA.
Z alba pochází neúspěšný singl „Ashtrays & Heartbreaks“ (featuring Miley Cyrus) nebo naopak často diskutovaný singl „No Guns Allowed“, který je kontroverzní hlavně díky negativnímu postoji k výskytu zbraní v USA. Ukázalo se, že většina lidí je toho názoru, že jde o propagaci americké vlády a diskriminaci běžné populace.

### Bush, Coolaid, Neva Left a další (2014 – dosud)
V květnu 2015 vydal své třinácté studiové album s názvem Bush. Nahrál ho u labelů i am OTHER a Columbia Records. Celé album produkoval Pharrell Williams. Prvním singlem byla píseň „Peaches N Cream“ (ft. Charlie Wilson).
V roce 2016 vydal nezávislé album Coolaid, které se umístilo na 40. příčce žebříčku Billboard 200. Singly „Kush Ups“ (featuring Wiz Khalifa) a „Point Seen Money Gone“ (featuring Jeremih) v žebříčcích propadly. O rok později vydal další nezávislé album Neva Left, které se umístilo na 54. příčce žebříčku Billboard 200. Singly „Promise You This“ a „Mount Kushmore“ (featuring Redman, Method Man a B-Real) opět propadly.
Následoval gospelový experiment Bible of Love vydaný u RCA Inspiration v roce 2018, opět bez většího úspěchu (148. příčka v žebříčku prodejnosti alb Billboard 200). Poté se vrátil k rapu na albech I Wanna Thank Me (2019) a From tha Streets 2 tha Suites (2021) vydaných u nezávislých labelů. V červnu 2021 se stal kreativním a strategickým poradcem nahrávací společnosti Def Jam Recordings. Def Jam mu v listopadu 2021 vydal kompilační album Snoop Dogg Presents Algorithm.
V únoru 2022 oznámil, že odkoupil label Death Row Records, na kterém v devadesátých letech začínal. Na oslavu na něm v polovině února vydal své devatenácté studiové album nazvané B.O.D.R (Bacc On Death Row). V téže době vystoupil v poločasové přestávce Super Bowlu 2022 spolu s Dr. Drem, Eminemem, Kendrickem Lamarem a Mary J. Blige.
V roce 2024 nahrával album Missionary. Konceptem se vrátil ke svému debutu Doggystyle z roku 1993. Na toto album navázal nejen názvem odkazujícím opět k sexuální poloze, ale také tím, že celé album produkoval Dr. Dre. Deska tak vznikla ve spolupráci Snoop Doggova labelu Death Row Records a Dr. Dreho labelu Aftermath Entertainment. Na albu hostují 50 Cent, Eminem, Dr. Dre a dále BJ the Chicago Kid, Jhené Aiko nebo Method Man. Dr. Dreho beaty, jako tradičně, jsou založeny na celé řadě samplů.

## Diskografie

### Sólové
| Rok  | Album | Nejvyšší umístění v hitparádě | Nejvyšší umístění v hitparádě | Nejvyšší umístění v hitparádě | Nejvyšší umístění v hitparádě | Nejvyšší umístění v hitparádě | Nejvyšší umístění v hitparádě | Nejvyšší umístění v hitparádě | Nejvyšší umístění v hitparádě | Ocenění                                    |
| Rok  | Album | US 200                        | US Hip-Hop                    | US Rap                        | UK                            | CAN                           | GER                           | FRA                           | AUS                           | Ocenění                                    |
| ---- | --- | ----------------------------- | ----------------------------- | ----------------------------- | ----------------------------- | ----------------------------- | ----------------------------- | ----------------------------- | ----------------------------- | ------------------------------------------ |
| 1993 | Doggystyle - Vydáno: 23. listopadu 1993 - Vydavatel: Death Row                                                  | 1                             | 1                             | *                             | 38                            | 10                            | —                             | —                             | 24                            | US: 4x platinové CAN: platinové            |
| 1996 | Tha Doggfather - Vydáno: 12. listopadu 1996 - Vydavatel: Death Row                                              | 1                             | 1                             | *                             | 15                            | 2                             | —                             | —                             | 12                            | US: 2x platinové CAN: platinové            |
| 1998 | Da Game Is to Be Sold, Not to Be Told - Vydáno: 4. srpna 1998 - Vydavatel: No Limit                             | 1                             | 1                             | *                             | 28                            | 4                             | —                             | 14                            | 14                            | US: 2x platinové CAN: platinové            |
| 1999 | No Limit Top Dogg - Vydáno: 11. května 1999 - Vydavatel: No Limit                                               | 2                             | 1                             | *                             | 48                            | 10                            | —                             | —                             | 48                            | US: platinové CAN: platinové               |
| 2000 | Tha Last Meal - Vydáno: 19. prosince 2000 - Vydavatel: No Limit                                                 | 4                             | 1                             | *                             | 62                            | 15                            | —                             | —                             | 38                            | US: platinové CAN: platinové UK: zlaté     |
| 2002 | Paid tha Cost to Be da Boss - Vydáno: 28. listopadu 2002 - Vydavatel: Priority, Capitol                         | 12                            | 3                             | *                             | 64                            | —                             | —                             | 103                           | 55                            | US: platinové CAN: zlaté UK: zlaté         |
| 2004 | R&G (Rhythm & Gangsta): The Masterpiece - Vydáno: 16. listopadu 2004 - Vydavatel: Doggystyle, Star Trak, Geffen | 6                             | 4                             | 3                             | 12                            | 8                             | 14                            | 14                            | 38                            | US: platinové CAN: platinové UK: platinové |
| 2006 | Tha Blue Carpet Treatment - Vydáno: 21. listopadu 2006 - Vydavatel: Doggystyle, Geffen                          | 5                             | 2                             | 2                             | 47                            | 10                            | 41                            | 8                             | 56                            | US: zlaté RUS: zlaté UK: stříbrné          |
| 2008 | Ego Trippin' - Vydáno: 11. března 2008 - Vydavatel: Doggystyle, Geffen                                          | 3                             | 2                             | 2                             | 24                            | 3                             | 29                            | 19                            | 29                            | US: / RUS: zlaté                           |
| 2009 | Malice N Wonderland - Vydáno: 8. prosince 2009 - Vydavatel: Doggystyle, Priority                                | 23                            | 5                             | 2                             | 114                           | 165                           | —                             | 62                            | 114                           | US: /                                      |
| 2011 | Doggumentary - Vydá: 29. března 2011 - Vydavatel: Doggystyle, Priority, Capitol, EMI                            | 8                             | 4                             | 2                             | 44                            | 28                            | —                             | 97                            | 12                            | US: /                                      |
| 2013 | Reincarnated - Vydáno: 23. dubna 2013 - Vydavatel: Berhane Sound System, Mad Decent, Vice, RCA                  | 16                            | —                             | —                             | 34                            | 14                            | —                             | —                             | —                             | US: /                                      |
| 2015 | Bush - Vydáno: 12. května 2015 - Vydavatel: Doggystyle, i am OTHER, Columbia                                    | 14                            | 1                             | 1                             | 25                            | 13                            | 32                            | 23                            | 32                            | US: /                                      |
| 2016 | Coolaid - Vydáno: 1. července 2016 - Vydavatel: Doggystyle, eOne                                                | 40                            | 5                             | —                             | 122                           | 37                            | 67                            | 146                           | 51                            | US: /                                      |
| 2017 | Neva Left - Vydáno: 19. května 2017 - Vydavatel: Doggystyle, Empire                                             | 54                            | 26                            | —                             | —                             | 39                            | —                             | 96                            | 94                            | US: /                                      |
| 2018 | Bible of Love - Vydáno: 16. března 2018 - Vydavatel: RCA Inspiration                                            | 148                           | —                             | —                             | —                             | —                             | —                             | —                             | —                             | US: /                                      |
| 2019 | I Wanna Thank Me - Vydáno: 16. srpna 2019 - Vydavatel: Doggystyle, Empire                                       | 76                            | 41                            | —                             | —                             | 83                            | —                             | 129                           | —                             | US: /                                      |
| 2021 | From tha Streets 2 tha Suites - Vydáno: 20. dubna 2021 - Vydavatel: Doggystyle, Create Music Group              | —                             | —                             | —                             | —                             | —                             | —                             | —                             | —                             | US: /                                      |
| 2022 | B.O.D.R (Bacc On Death Row) - Vydáno: 11. února 2022 - Vydavatel: Death Row                                     | 104                           | —                             | —                             | —                             | 97                            | —                             | —                             | —                             | US: /                                      |
| 2024 | Missionary - Vydáno: 13. prosince 2024 - Vydavatel: Death Row, Aftermath, Interscope                            | 20                            | 7                             | —                             | 24                            | 34                            | 7                             | 26                            | 27                            | US: /                                      |

### Kompilace
| Rok  | Album                                                                                              | Nejvyšší umístění v hitparádě | Nejvyšší umístění v hitparádě | Nejvyšší umístění v hitparádě | Nejvyšší umístění v hitparádě |
| Rok  | Album                                                                                              | US 200                        | US Hip-Hop                    | US Rap                        | US Ind                        |
| ---- | -------------------------------------------------------------------------------------------------- | ----------------------------- | ----------------------------- | ----------------------------- | ----------------------------- |
| 2000 | Dead Man Walkin' - Vydáno: 31. října 2000 - Vydavatel: Death Row Records                           | 24                            | 11                            | *                             | 3                             |
| 2001 | Death Row: Snoop Doggy Dogg at His Best - Vydáno: 23. října 2001 - Vydavatel: Death Row / Priority | 28                            | 18                            | *                             | –                             |
| 2002 | Doggy Style Allstars Vol. 1 - Vydáno: 13. srpna 2002 - Vydavatel: Doggystyle Rec.                  | 19                            | 8                             | *                             | –                             |
| 2003 | Tha Dogg: Best of the Works - Vydáno: 9. prosince 2003 - Vydavatel: Death Row                      | –                             | –                             | –                             | –                             |
| 2005 | Snoopified - Vydáno: 28. září 2005 - Vydavatel: Priority                                           | 121                           | 44                            | 21                            | –                             |
| 2005 | Welcome to tha Chuuch: Da Album - Vydáno: 13. prosince 2005 - Vydavatel: Doggystyle / Koch         | 184                           | 36                            | –                             | 8                             |
| 2007 | Unreleased Heatrocks - Vydáno: leden 2007 - Vydavatel: Doggystyle / MySpace Rec.                   | –                             | –                             | –                             | –                             |
| 2007 | The Big Squeeze - Vydáno: 24. duben 2007 - Vydavatel: Doggystyle / Koch                            | 71                            | –                             | 5                             | 4                             |
| 2007 | A Tribute to 2Pac - Vydáno: 21. srpen 2007 - Vydavatel: Phantom Sound & Vision                     | –                             | –                             | –                             | –                             |
| 2008 | Getcha Girl Dogg - Vydáno: 4. ledna 2008 - Vydavatel: K-Town Rec.                                  | –                             | –                             | –                             | –                             |
| 2008 | Christmas in tha Dogg House - Vydáno: 16. prosince 2008 - Vydavatel: Doggystyle                    | –                             | –                             | –                             | –                             |
| 2009 | Death Row: The Lost Sessions Vol. 1 - Vydáno: 13. října 2009 - Vydavatel: Death Row / WideAwake    | –                             | 22                            | –                             | –                             |
| 2010 | The West Coast Blueprint - Vydáno: 23. února 2010 - Vydavatel: Priority                            | –                             | –                             | –                             | –                             |
| 2021 | Snoop Dogg Presents Algorithm - Vydáno: 19. listopadu 2021 - Vydavatel: Doggystyle, Def Jam        | 166                           | –                             | –                             | –                             |

### Spolupráce
- 2000 – The Eastsidaz ( s The Eastsidaz)
- 2001 – Duces 'n Trays: The Old Fashioned Way (s The Eastsidaz)
- 2004 – The Hard Way (s 213)
- 2011 – Mac and Devin Go to the High School OST (s Wiz Khalifa)
- 2013 – 7 Days of Funk (s Dâm-Funk)
- 2016 – Coffee from Colombia (s Aygün Kazımova)
- 2016 – Cuzznz (s Daz Dillinger)
- 2022 – Snoop Cube 40 $hort (s Mount Westmore)

### EP
- 2012 – Stoner's EP
- 2017 – Make America Crip Again
- 2018 – 220

## Úspěšné singly
- 1993 – „Who Am I? (What's My Name?)“ (ft. Dr. Dre a Jewell)
- 1994 – „Gin and Juice“ (ft. Daz Dillinger)
- 1994 – „Doggy Dogg World“ (ft. Tha Dogg Pound a The Dramatics)
- 1998 – „Still a G Thang“
- 2001 – „Lay Low“ (ft. Master P, Nate Dogg, Butch Cassidy, Goldie Loc a Tray Deee)
- 2003 – „Beautiful“ (ft. Charlie Wilson a Pharrell)
- 2004 – „Drop It Like It's Hot“ (ft. Pharrell)
- 2005 – „Signs“ (ft. Charlie Wilson a Justin Timberlake)
- 2006 – „That's That Shit“ (ft. R. Kelly)
- 2007 – „Sexual Eruption“
- 2009 – „Gangsta Luv“ (ft. The-Dream)
- 2009 – „I Wanna Rock“
- 2011 – „Young, Wild and Free“ (s Wiz Khalifa (ft. Bruno Mars))

## Filmografie

### Filmy
- 1998 – Half Baked / (Mazaní hoši)
- 1998 – Caught Up
- 1998 – Ride
- 1998 – I Got the Hook Up
- 2000 – The Wrecking Crew
- 2001 – Baby Boy / (Tvrďák)
- 2001 – Training Day
- 2001 – Bones
- 2001 – The Wash / (Myčka)
- 2003 – Crime Partners
- 2004 – Starsky & Hutch
- 2004 – Soul Plane / (Perfektní servis)
- 2005 – Racing Stripes / (Rychlý Stripes)
- 2005 – Tha Eastsidaz
- 2005 – The L.A. Riot Spectacular
- 2005 – The Tenants / (Nájemníci)
- 2005 – Boss'n Up
- 2006 – Hood of Horror
- 2006 – Arthur et les Minimoys / (Arthur a Minimojové), (hlas v americké verzi)
- 2008 – Singh Is Kinng
- 2009 – Down for Life
- 2009 – Falling Up
- 2009 – Arthur et la vengeance de Maltazard / (Arthur a Maltazardova pomsta), (hlas v americké verzi)
- 2011 – The Big Bang (Velký třesk)
- 2011 – We the Party
- 2012 – Mac & Devin Go to High School
- 2013 – Scary Movie 5
- 2014 – The Distortion of Sound
- 2015 – Pitch Perfect 2 / (Ladíme 2)
- 2015 – Dispensary
- 2015 – The Culture High
- 2016 – Popstar: Never Stop Never Stopping / (Popstar: Vše pro slávu)
- 2017 – Grow House
- 2018 – Future World
- 2019 – The Beach Bum / (Plážový povaleč)
- 2019 – Dolemite Is My Name / (Jmenuju se Dolemite)
- 2019 – The Addams Family / (Addamsova rodina)
- 2020 – Unbelievable!!!!!
- 2020 – The SpongeBob Movie: Sponge on the Run / (SpongeBob ve filmu: Houba na útěku)
- 2021 – The Addams Family 2 / (Addamsova rodina 2)

### TV filmy
- 1995 – Murder Was the Case: The Movie
- 1998 – Da Game of Life
- 1998 – MP Da Last Don
- 1999 – 3 the Hard Way
- 1999 – Urban Menace
- 2000 – Hot Boyz / (Podsvětí)
- 2001 – The Mummy Parody
- 2002 – Snoopadelic Films Presents: Welcome to tha House – The Doggumentary DVD
- 2002 – Gangsta Sh*t: The Movie
- 2008 – Rip the Runway '08
- 2008 – Bigg Snoop Dogg Presents: The Adventures of Tha Blue Carpet Treatment
- 2010 – Freaknik: The Musical
- 2010 – Malice N Wonderland

### Seriály
- 2000 – The PJs (1 epizoda)
- 2001 – King of the Hill (1 epizoda)
- 2001 – BET Testimony (1 epizoda)
- 2003 – Playmakers (2 epizody)
- 2004 – MADtv (1 epizoda)
- 2004 – The L Word / (Láska je Láska) (2 epizody)
- 2004 – The Bernie Mac Show (1 epizoda)
- 2007 – Monk / Můj přítel Monk (1 epizoda)
- 2007 – Weeds / Tráva (1 epizoda)
- 2007–2008 – The Boondocks (4 epizody)
- 2007–2009 – Snoop Dogg's Father Hood (18 epizod)
- 2009 – Dogg After Dark (7 epizod)
- 2009 – Xavier: Renegade Angel (1 epizoda)
- 2009 – Brothers (2 epizody)
- 2015 – Snoop & Son, a Dad's Dream (5 epizod)
- 2016–2017 – Trailer Park Boys (5 epizod)
- 2017 – The Simpsons / (Simpsonovi) (1 epizoda)
- 2020 – Utopia Falls

### Dokumenty
- The Show (1995)
- Tupac Shakur: Thug Angel: The Life of an Outlaw (2002)
- It's Black Entertainment (2002)
- The Real Cancun (2003)
- Letter to the President (2005)
- DPG Eulogy (2006)
- Reincarnated (2012)
- Coach Snoop (2018)
- Grass is Greener (2019)